# シアニディオシゾン
シアニディオシゾン（学名：Cyanidioschyzon merolae、通称シゾン）は、イタリアの温泉に生育する単細胞性の紅藻である。立教大学の黒岩常祥教授らのグループにより、真核藻類としては初めてゲノムが解読され、2004年4月8日のNature誌に報告された。

## 特徴
シアニディオシゾンは直径約1.5μmの小さな藻類で、細胞内に一次共生由来の葉緑体を持つ光合成生物である。高温酸性の環境を好む温泉藻で、至適生育条件は温度42℃、pH2.5である。このような特殊な環境下で生育する事から、極限環境微生物に含められる事もある。

## 細胞構造
シアニディオシゾンの細胞小器官構成はシンプルで、細胞核、葉緑体、ミトコンドリア、ゴルジ体、ペルオキシソーム等が全て1つずつ含まれている。細胞は光条件の制御により容易に細胞分裂を同調化できる事から、シアニディオシゾンを用いた細胞分裂機構の研究、特にミトコンドリア分裂装置や葉緑体分裂装置に関する研究が進められている。

## ゲノム
| 項目           | 形状 | 塩基対        | 遺伝子数 |
| -------------- | ---- | ------------- | -------- |
| 細胞核         | 線状 | 16,546,747 bp | 5335     |
| 葉緑体         | 環状 | 149,987 bp    | 208      |
| ミトコンドリア | 環状 | 32,211 bp     | 34       |
シアニディオシゾンは核に20本の染色体を持ち、それぞれのサイズは0.45〜1.62Mbp、合計約1,650万塩基対のゲノムが含まれる。核コードの遺伝子は5,335個、そのうちタンパク質をコードしているものは4,775個である。これらの遺伝子はイントロンをほとんど含まず、イントロンを1箇所に持つ遺伝子が25個、2箇所に持つ遺伝子はわずかに1個である。このようにシアニディオシゾン遺伝子数は、寄生性のものを除く真核生物としては最小クラスである。